# Luke Bryan
Thomas Luther "Luke" Bryan (né le 17 juillet 1976, à Leesburg, en Géorgie) est un chanteur américain de musique country.

## Biographie
Luke a grandi à Leesburg. À l'âge de quatorze ans, ses parents lui achètent sa première guitare, et après avoir appris à en jouer, il intègre divers groupes locaux et commence à jouer dans des clubs. Après l'obtention de son diplôme, Bryan prévoit de déménager à Nashville. Son départ sera retardé par le décès de son frère Chris le jour même de son départ. Il a étudié à la Georgia Southern University et est membre de la Sigma Chi Fraternity.
Il s'installe à Nashville le 1er septembre 2001 et obtient un contrat en tant que compositeur dans les deux mois qui suivent. Parmi ses premières créations, le titre phare de l'album de 2005 de Travis Tritt ; My Honky Tonk History.
Luke Bryan épouse Caroline Boyer, membre de la sororité Alpha Delta Pi, le 8 décembre 2006.
Un A&R représentant le label Capitol Records voit Bryan jouer dans un club et lui fait signer un contrat d'enregistrement. Son premier single, All My Friends Say, a été diffusé au début de l'année 2007. L'artiste country Billy Currington fait à cette époque une belle ascension dans le classement country avec la chanson Good Directions, qui a également été écrite par Bryan. "Good Directions" a passé trois semaines à la première place du Billboard US Hot Country Songs, alors que All My Friends Say a atteint la cinquième place. En août 2007, le premier album de Bryan pour Capitol, intitulé I'll Stay Me est sorti. Suivront les singles We Rode in Trucks et Country Man.
Le 18 mars 2008, il voit la naissance de son premier fils Thomas Boyer "Bo" Bryan.
En mars 2009, il sort un EP exclusif sur iTunes intitulé Spring Break with all My Friends qui comporte deux nouvelles chansons, Sorority Girls et Take My Drunk Ass Home, ainsi qu'une version acoustique de All My Friends Say. Après cet EP, il sort son quatrième single, I Do, qui figure sur son deuxième album, Doin 'My Thing. Bryan a écrit la chanson avec Charles Kelley et Dave Haywood de Lady Antebellum. La chanteuse du groupe, Hillary Scott fait d'ailleurs les chœurs sur ce titre. Le second single, Rain Is a Good Thing est sorti le 25 janvier 2010, et est devenu en juillet, son premier numéro un sur le Billboard. Le 11 août, il célèbre la naissance de son deuxième fils baptisé Christopher Bryan Tatum.
Le troisième single de l'album Doin 'My Thing est Someone Else Calling You Baby. Il a été diffusé le 2 août 2010, et a également atteint le top du classement en février 2011.
Il a été choisi pour chanter l'hymne américain lors de la cérémonie d'ouverture du Super Bowl LI qui a eu lieu le 5 février 2017 à Houston, Texas.
Le 24 septembre 2017, Luke est confirmé pour devenir le 2e juge de American idol pour la saison 16 en 2018.

## Discographie

### Albums studio
| Année | ADétails                                                                               | Meilleures positions | Meilleures positions | Certifications |
| Année | ADétails                                                                               | US Country           | US                   | Certifications |
| ----- | -------------------------------------------------------------------------------------- | -------------------- | -------------------- | -------------- |
| 2007  | I'll Stay Me - Date de sortie : 14 août 2007 - Label: Capitol Nashville                | 2                    | 24                   |                |
| 2009  | Doin' My Thing - Date de sortie : 6 octobre 2009 - Label: Capitol Nashville            | 2                    | 6                    | - US: Or       |
| 2011  | Tailgates & Tanlines - Date de sortie : 9 août 2011 - Label: Capitol Nashville         | 1                    | 2                    |                |
| 2013  | Crash My Party - Date de sortie : 13 août 2013 - Label: Capitol Nashville              | 1                    | 1                    |                |
| 2015  | Kill The Lights - Date de sortie : 7 août 2015 - Label: Capitol Nashville              |                      |                      |                |
| 2017  | What Makes You Country - Date de sortie : 8 décembre 2017 - Label: Capitol Nashville   |                      |                      |                |
| 2020  | Born Here Live Here Die Here - Date de sortie : 7 août 2020 - Label: Capitol Nashville |                      |                      |                |
| 2024  | Mind of a Country Boy - Date de sortie : 27 septembre 2024 - Label: Capitol Nashville  |                      |                      |                |

### Compilations
| Année | Détails                                                                              |
| ----- | ------------------------------------------------------------------------------------ |
| 2022  | #1's Vol. 1 & Vol. 2 - Date de sortie : 30 septembre 2022 - Label: Capitol Nashville |

### Extended plays
| Année | Détails                                                                                          |
| ----- | ------------------------------------------------------------------------------------------------ |
| 2006  | Luke Bryan EP - Date de sortie : 31 octobre 2006 - Label: Capitol Nashville                      |
| 2009  | Spring Break with All My Friends - Date de sortie : 10 mars 2009 - Label: Capitol Nashville      |
| 2010  | Spring Break 2... Hangover Edition - Date de sortie : 2 mars 2010 - Label: Capitol Nashville     |
| 2011  | Spring Break 3... It's a Shore Thing - Date de sortie : 1er mars 2011 - Label: Capitol Nashville |

### Singles
| 2007                                           | All My Friends Say             | 5  | 59 | —  |                         | I'll Stay Me         |
| 2007                                           | We Rode in Trucks              | 33 | —  | —  |                         | I'll Stay Me         |
| 2008                                           | Country Man                    | 10 | 74 | —  |                         | I'll Stay Me         |
| 2009                                           | Do I                           | 2  | 34 | 66 | - US: Or                | Doin' My Thing       |
| 2010                                           | Rain Is a Good Thing           | 1  | 37 | 57 | - US: Or                | Doin' My Thing       |
| 2010                                           | Someone Else Calling You Baby  | 1  | 56 | 84 |                         | Doin' My Thing       |
| 2011                                           | Country Girl (Shake It for Me) | 4  | 22 | 50 | - CAN: Or - US: Platine | Tailgates & Tanlines |
| 2011                                           | I Don't Want This Night to End | 31 |    |    |                         | Tailgates & Tanlines |
| "—" signifie que le titre ne s'est pas classé. |                                |    |    |    |                         |                      |

### Autres chansons classées
| Année | Single          | Meilleure position | Album                 |
| Année | Single          | US Country         | Album                 |
| ----- | --------------- | ------------------ | --------------------- |
| 2008  | Run Run Rudolph | 42                 | Country for Christmas |

## Récompenses et nominations
| Année | Association                      | Catégorie                                                       | Résultat   |
| ----- | -------------------------------- | --------------------------------------------------------------- | ---------- |
| 2010  | Academy of Country Music Awards  | Meilleure révélation masculine                                  | Lauréat    |
| 2010  | Academy of Country Music Awards  | Meilleure révélation                                            | Lauréat    |
| 2010  | CMT Music Awards                 | USA Weekend Breakthrough Video de l'année - Do I                | Lauréat    |
| 2010  | Country Music Association Awards | Meilleur artiste de l'année                                     | Nomination |
| 2011  | CMT Music Awards                 | Best Web Video of the Year - "It's a Shore Thing"               | Nomination |
| 2011  | CMT Music Awards                 | Nationwide Insurance On Your Side Award                         | Nomination |
| 2011  | Teen Choice Awards               | Choice Music: Country Single — "Country Girl (Shake It for Me)" | Nomination |
| 2011  | Teen Choice Awards               | Choice Music: Country Male Artist                               | Nomination |